# フランケンシュタイン 死美人の復讐
『フランケンシュタイン 死美人の復讐』（フランケンシュタイン しびじんのふくしゅう、Frankenstein Created Woman）は1967年公開のイギリスのホラー映画。監督はテレンス・フィッシャー。主演はピーター・カッシング、スーザン・デンバーグ。この映画はハマー・フィルムの『フランケンシュタイン』シリーズの4本目にあたる。

## あらすじ
フランケンシュタイン男爵と医者のヘルツ博士は、死者の魂を他の遺体に転送する実験を行う。
ある日、男爵の助手であるハンスは、アントン、カール、ヨーハンの三人組がクリスチーナという女性に因縁をつけているのを見たハンスは、その場に飛び込み、アントンと乱闘になる。その後、アントンたち3人はクリスチーナの父が経営する酒場に忍び込んでただ酒を飲んでいたところ、その本人に見つかったため、殺害する。
ところが、ハンスがクリスチーナの父殺しの容疑者とされ、死刑が執行される。ショックを受けたクリスチーナも投身自殺する。男爵は、2人の遺体を引き取った後、クリスチーナを整形し、そこへハンスの魂を注ぎ込む。かくして、クリスチーナ（ハンス）は、アントンたちを殺した後、自らも川へ飛び込む。

## キャスト
※括弧内は日本語吹替（初回放送1970年8月9日『日曜洋画劇場』）
- フランケンシュタイン男爵：ピーター・カッシング（声：森山周一郎）
- クリスチーナ：スーザン・デンバーグ（声：小原乃梨子）
- ハンス：ロバート・モリス（声：広川太一郎）
- アントン：ピーター・ブライス（声：井上真樹夫）